# Abadía de Basingwerk
La abadía de Basingwerk (en galés: Abaty Dinas Basing  ) es una abadía en ruinas catalogada como Grado I cerca de Holywell, Flintshire, Gales. La abadía, fundada en el siglo XII, pertenecía a la Orden de los Cistercienses. Mantuvo tierras significativas en el condado inglés de Derbyshire. La abadía fue abandonada y sus bienes vendidos tras la disolución de los monasterios en 1536.
El sitio ahora es administrado por Cadw, la agencia nacional del patrimonio galés.

## Historia medieval

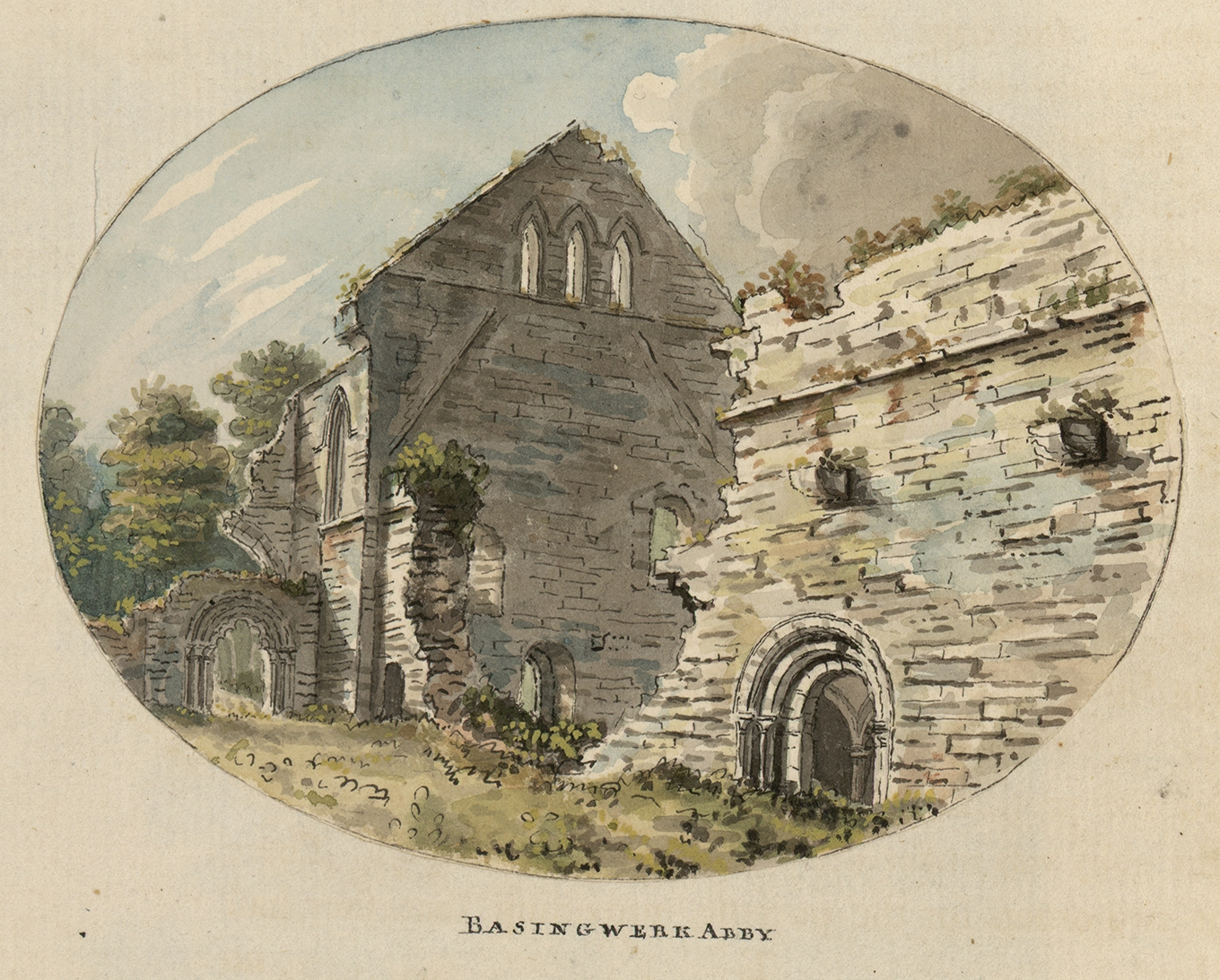
Abadía de Basingwerk. Una miniatura de Moses Griffiths, c.1778

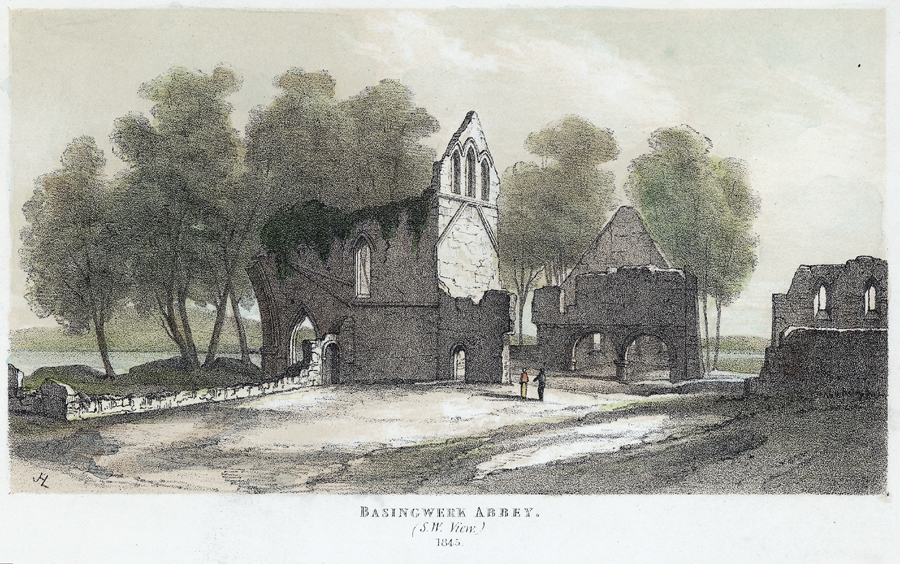
Abadía de Basingwerk (1845) desde el suroeste

La abadía fue fundada en 1132 por Ranulf de Gernon, cuarto conde de Chester, quien ya había traído monjes benedictinos de la abadía de Savigny en el sur de Normandía. Probablemente la primera ubicación de la abadía no fue en la ubicación actual en Greenfields sino en el cercano Hen Blas. La abadía pasó a formar parte de la Orden del Císter en 1147. Era una casa hija de la abadía de Combermere en Cheshire, de la cual el conde Ranulf fue un gran benefactor. Sin embargo, en 1147 el abad y el convento de Savigny lo transfirieron a la abadía de Buildwas en Shropshire. : 52 Veinte años más tarde, los monjes de Basingwerk impugnaron su sometimiento a Buildwas, pero Savigny falló en su contra y envió una carta notificando su decisión al abad de Císter, jefe de la orden cisterciense. : 54 Un conde de Chester entregó la mansión de West Kirby a la abadía.
En 1157, Owain Gwynedd acampó su ejército en Basingwerk, aunque en el sitio de Hen Blas no en el sitio actual, antes de enfrentarse a las fuerzas de Enrique II en la Batalla de Ewloe. El príncipe de Gwynedd se detuvo en la abadía por su importancia estratégica. Bloqueó la ruta que Enrique II tuvo que tomar para llegar a Twthill, Rhuddlan. En la lucha que siguió, Owain Gwynedd dividió su ejército derrotando a los ingleses cerca de Ewloe.
La abadía tenía tierras importantes en el condado inglés de Derbyshire. Enrique II les dio a los monjes una mansión cerca de Glossop. El Camino de los Monjes y la Silla del Abad cerca de la ciudad son un recordatorio de los esfuerzos de la abadía por administrar su posesión. En 1290, la abadía obtuvo una carta de mercado para Glossop. Los monjes también obtuvieron otra carta para la cercana Charlesworth en 1328.
En el siglo XIII, la abadía estaba bajo el patrocinio de Llywelyn el Grande, príncipe de Gwynedd . Su hijo Dafydd ap Llywelyn entregó la fuente de Santa Winifreda a la abadía. Los monjes aprovecharon el poder del arroyo Holywell para hacer funcionar un molino de maíz y tratar la lana de sus ovejas. En 1433, los monjes arrendaron todo Glossopdale en Derbyshire a la familia Talbot, los futuros Condes de Shrewsbury (1442).
Una leyenda dice que un monje de la abadía de Basingwerk del siglo XII fue atraído a un bosque cercano por el canto de un ruiseñor. Pensó que solo había estado escuchando un rato, pero cuando regresó, la abadía estaba en ruinas. Se desmoronó en polvo poco después.
En 1536, la vida de la abadía llegó a su fin con la disolución de los monasterios durante el reinado de Enrique VIII . Su disolución fue legalizada por la Ley de Disolución de los Monasterios Menores y las tierras de la abadía fueron otorgadas a propietarios laicos.

## En la actualidad

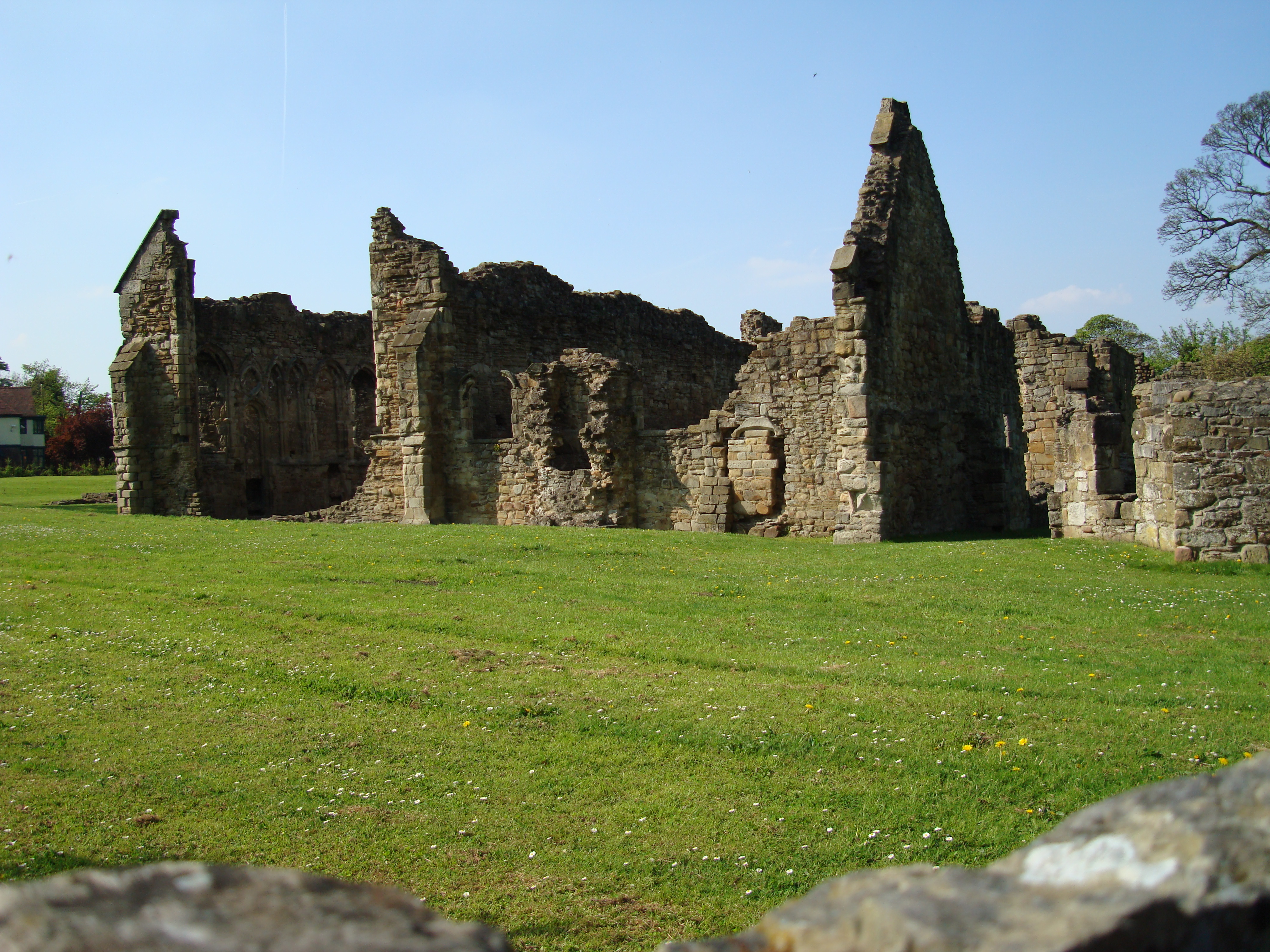
Abadía en la actualidad

Las ruinas de la abadía forman parte del parque patrimonial Greenfield Valley y son administradas por Cadw.
La abadía marca el punto de partida del Camino de Peregrinos del Norte de Gales.